# André Viger
André Viger (27 de septiembre de 1952 – 1 de octubre de 2006) fue un maratonista y paralímpico en silla de ruedas franco-canadiense. Participó en cinco Juegos Paralímpicos de Verano consecutivos en atletismo desde 1980 hasta 1996, ganando un total de tres medallas de oro, tres de plata y cuatro de bronce.

## Biografía
Nacido en Windsor, Ontario, Viger creció en Sherbrooke, Quebec. Perdió el uso de sus piernas después de un accidente de tráfico a los 20 años. Ganó la división masculina de sillas de ruedas del maratón de Boston en 1984, 1986 y 1987. En 1987, fue nombrado Caballero de la Orden Nacional de Quebec. En 1989, fue nombrado Oficial de la Orden de Canadá por ser "una fuente de aliento para los atletas jóvenes y un modelo a seguir para los jóvenes en todas partes".  En 1993, fue incluido en el Salón de la Fama de Terry Fox, y en 2005, en el Salón de la Fama Paralímpico. 
Después de retirarse del atletismo, comenzó una carrera como empresario con una empresa de fabricación de sillas de ruedas. Murió de cáncer el 1 de octubre de 2006.
En 2013, fue incluido en el Salón de la Fama del Deporte de Canadá.